# Castelo Zakimi
O Gusuku de Zakimi (座喜味城) é um gusuku (castelo ou fortaleza em língua oquinauana) localizado em Yomitan, Okinawa, que presentemente se encontra em ruínas, tendo as muralhas e as fundações sido restauradas.
Construído entre 1416 e 1422 pelo renomado engenheiro militar Gosamaru, o gusuku de Zakimi vigiava a parte norte da região continental de Okinawa. A fortaleza tem dois espaços interiores distintos, cada um com uma porta em arco.
Antes e durante a Segunda Guerra Mundial, o castelo foi utilizado como ponto estratégico pelos japoneses, sendo utilizado pelas forças dos EUA como estação de radar depois da guerra. Algumas das muralhas foram destruídas para permitir a instalação do equipamento de radar, mas foram posteriormente restauradas.
O gusuku de Zakimi, juntamente com outros castelos de Okinawa, foi nomeado Património Mundial pela UNESCO em Novembro de 2000.